# Hosejn Mahini
Hosejn Mahini (ur. 16 września 1986 w Buszehr) – irański piłkarz występujący na pozycji obrońcy w irańskim klubie Persepolis oraz w reprezentacji Iranu. Znalazł się w kadrze na Mistrzostwa Świata 2014.